# Basilica del Crocifisso
La basilica del Crocifisso è una chiesa sconsacrata ubicata ad Amalfi: cattedrale della diocesi di Amalfi fino alla costruzione del duomo di Sant'Andrea, dal 1996 ospita il Museo diocesano.

## Storia
Le prime fonti che attestano la presenza di una cattedrale paleocristiana risalgono a un documento del VI secolo, epoca in cui viene per la prima volta citata la diocesi di Amalfi: questa era dedicata all'Assunta e ai santi Cosma e Damiano. Nel Chronicon Salernitanum, risalente al X secolo, viene inoltre descritto come le chiese amalfitane furono depredate nel corso dell'839 da Sicardo per impossessarsi delle reliquie di santa Trofimena: a seguito di tale evento papa Leone IV donò dei benefici economici per il loro restauro; la basilica infatti, in questo periodo, continuò a modificarsi, fino ad assumere la conformazione a tre navate, in stile romanico. Nel 987 la diocesi di Amalfi, per volere di papa Giovanni XV, venne innalzata a dignità metropolita: a seguito di tale evento, sotto il duca Mansone III, iniziarono i lavori di costruzione della nuova cattedrale, posta nelle immediate vicinanze dell'altra. Le due chiese erano infatti comunicanti tra loro e si creò un unico edificio a sei navate.
Nel corso del XIII secolo venne restaurata in stile moresco; nella facciata e lungo le pareti laterali furono aggiunte delle monofore e delle bifore, mentre la navata sinistra, precisamente nel 1268, fu eliminata per permettere la costruzione del chiostro del Paradiso: nello spazio rimanente furono edificate due cappelle. Tra il XVII e il XVIII secolo la basilica, che venne dedicata al Crocifisso, fu decorata in stile barocco: la navata di destra venne in parte demolita inglobata nella vicina cattedrale, da cui fu definitivamente separata, per permettere la costruzione delle cappelle gentilizie.
Nel 1931 iniziarono i lavori per la rimozione degli apparati barocchi in modo tale da restituire alla chiesa il suo aspetto originario: l'opera, svolta a più riprese, è durata fino agli inizi degli anni 1990. Tra il 1995 e il 1996 al suo interno è stato allestito il Museo diocesano, inaugurato il 1º aprile 1996.

## Descrizione
La chiesa è posta tra il chiostro del Paradiso e la cattedrale di Sant'Andrea: con quest'ultima condivide la facciata, caratterizzata da un portico, sotto al quale, nell'ultima campata sulla sinistra, si apre il portale d'accesso, contornato da stipiti in pietra scolpita. La facciata prosegue con un corpo a capanna nella quale si aprono cinque monofore, sormontate da una finestra circolare.

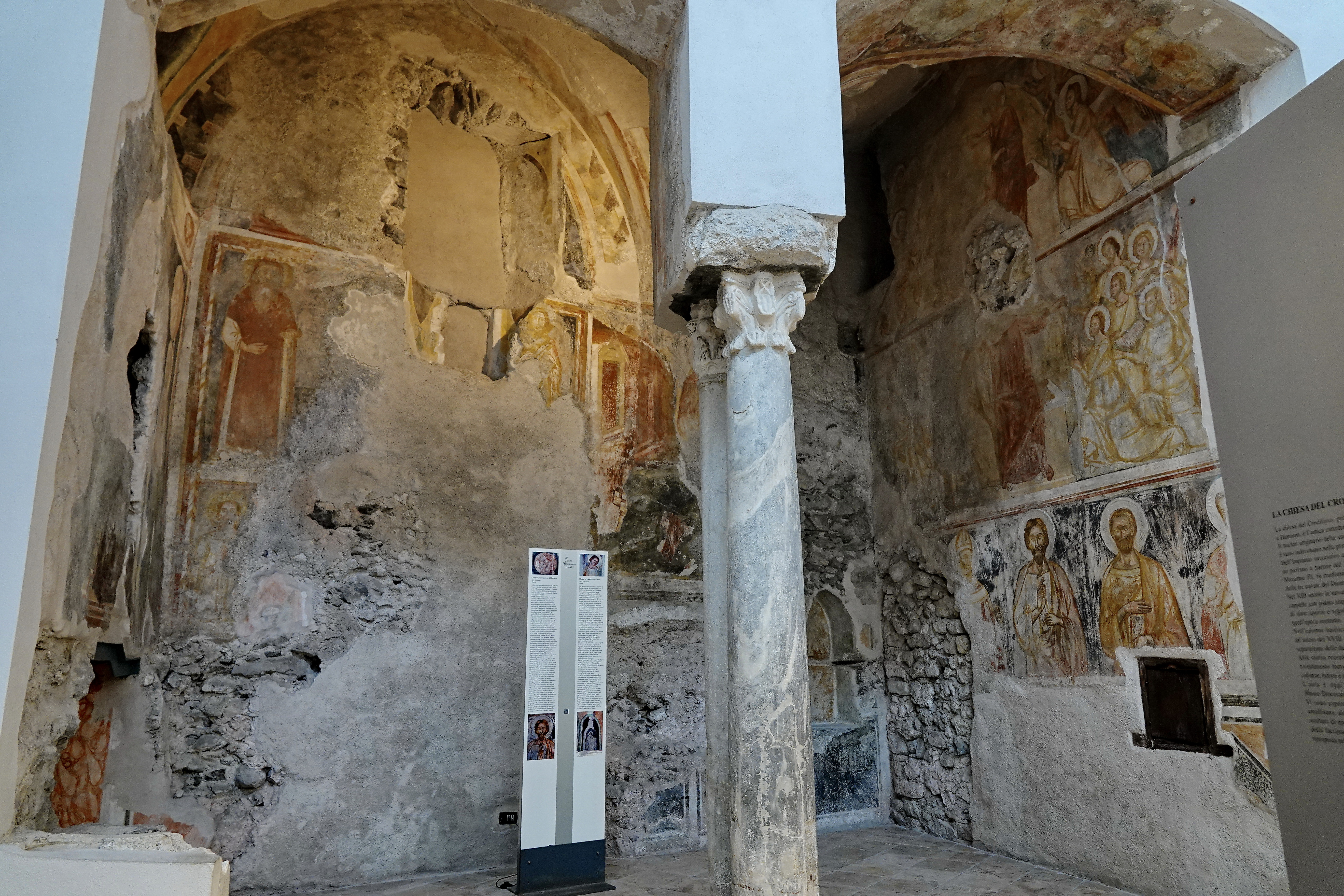
Cappella de Alaneo

Internamente è a pianta basilicale a due navate: un centrale e una sul lato destro, separate tramite una serie di colonne di spoglio in marmo, sulle quali scaricano gli archi a sesto acuto che sorreggono il matroneo; quest'ultimo permette la visione nella chiesa tramite una serie di bifore. La navata di destra si divide in dieci campate: nella prima campata è posta la scala che conduce al matroneo, mentre sul fondo è la scala, caratterizzata da una piccola cupola a dodici spicchi che poggia su un tamburo nel quale si aprono otto nicchie, che porta alla cripta. 
La navata centrale conserva sul lato sinistro due cappelle a pianta trapezoidale con volta a crociera e a botte: queste furono costruite nello spazio rimanente tra il chiostro del Paradiso e la chiesa dopo che la navata sinistra venne abbattuta; presentano al loro interno un ciclo di affreschi datato tra il XIII e il XIV secolo. La cappella de Alaneo o del Presepe fu edificata nel 1324 per volere del vescovo Andrea de Alaneo: in origine queste due erano due, successivamente unite in un unico ambiente di forma rettangolare con due volte a crociera poggianti su archi ribassati che scaricano su colonne binate. Sulla parete di sinistra è la raffigurazione di un santo con una spada, un angelo con un cartiglio e i resti di un altro santo: questi affreschi risalgono all'inizio del XIV secolo, mentre alla fine dello stesso secolo sono i resti di un ciclo riguardanti l'Annunciazione e la Vergine in trono. Nella parte sinistra della parete frontale, in alto, sono due santi realizzati nel XV secolo, uno dei quali è sant'Antonio abate, e, in basso, una santa coronata, mentre nella parte destra si riconosce San Francesco che riceve le stimmate. Su una parete trasversale è l'Incoronazione della Vergine nella parte alta, e la Maiestas Domini in quella bassa: si risconoscono anche due santi uno dei quali identificato come fra Gerardo Sasso di Scala, fondatore dell'ordine degli ospitalieri di San Giovanni di Gerusalemme. L'altra è la cappella di San Giacomo: fu eretta nel 1333 dall'abate Iacobus de Iudici e il ciclo di affreschi venne eseguito nella prima metà del XV secolo; nella volta a botte è il clipeo di Cristo contornato dalle figure degli evangelisti, nella parete di sinistra sono scene di martirii di santi come il Martirio di San Bartolomeo e la Decollazione di San Paolo, mentre gli affreschi sulla parete di destra sono fortemente deteriorati tanto che si riconosce solo un santo con aureola, coevo alla costruzione della cappella.
Segue una porta che dà l'accesso al chiostro del Paradiso e una serie di arcate cieche a tutto sesto. Sul fondo della navata centrale, tre gradini conducono all'abside con catino dov'è posto il Crocifisso.
La pavimentazione è interamente in piastrelle in cotto, la copertura della navata centrale è a doppio spiovente sostenuta da capriate in legno, mentre quella della navata destra e del matroneo sono piane. Oltre che nelle cappelle, tracce di affreschi sono presenti nel catino absidale e sulla muratura, che risulta in gran parte tinteggiata di bianco. È custodito un sarcofago in marmo di età imperiale utilizzato per accogliere le spoglie dell'arcivescovo Andrea de Palearea, morto nel 1449.